# Порт-Кларенс (Аляска)
Порт-Кларенс (англ. Port Clarence) — переписна місцевість (CDP) в США, в окрузі Ноум штату Аляска. Населення — 0 осіб (2020).

## Географія
Порт-Кларенс розташований за координатами 65°6′33″ пн. ш. 166°45′52″ зх. д. / 65.10917° пн. ш. 166.76444° зх. д. (65.109117, -166.764457).  За даними Бюро перепису населення США в 2010 році переписна місцевість мала площу 90,72 км², з яких 88,20 км² — суходіл та 2,51 км² — водойми.

### Клімат
| Клімат : Порт-Кларенс   | Клімат : Порт-Кларенс | Клімат : Порт-Кларенс | Клімат : Порт-Кларенс | Клімат : Порт-Кларенс | Клімат : Порт-Кларенс | Клімат : Порт-Кларенс | Клімат : Порт-Кларенс | Клімат : Порт-Кларенс | Клімат : Порт-Кларенс | Клімат : Порт-Кларенс | Клімат : Порт-Кларенс | Клімат : Порт-Кларенс | Клімат : Порт-Кларенс |
| Показник                | Січ.                  | Лют.                  | Бер.                  | Квіт.                 | Трав.                 | Черв.                 | Лип.                  | Серп.                 | Вер.                  | Жовт.                 | Лист.                 | Груд.                 | Рік                   |
| Абсолютний максимум, °C | 5,6                   | 7,2                   | 1,7                   | 8,9                   | 17,8                  | 24,4                  | 27,2                  | 26,7                  | 22,2                  | 10,6                  | 6,1                   | 1,7                   | 27,2                  |
| Середній максимум, °C   | −12,6                 | −15,2                 | −13,8                 | −6,3                  | 2,3                   | 9,4                   | 13,6                  | 12,3                  | 8,1                   | 0,6                   | −6,5                  | −11,8                 | −1,6                  |
| Середня температура, °C | −16,2                 | −18,7                 | −17,3                 | −10,6                 | −0,9                  | 6,2                   | 10,6                  | 9,7                   | 5,4                   | −1,7                  | −9,2                  | −15,2                 | −4,8                  |
| Середній мінімум, °C    | −19,9                 | −22,3                 | −20,8                 | −14,9                 | −4,2                  | 2,9                   | 7,4                   | 7,1                   | 2,7                   | −3,9                  | −11,9                 | −18,6                 | −8                    |
| Абсолютний мінімум, °C  | −42,2                 | −44,4                 | −37,8                 | −33,3                 | −21,1                 | −6,7                  | −6,7                  | −3,9                  | −7,8                  | −20,6                 | −24,4                 | −34,4                 | −44,4                 |
| Норма опадів, мм        | 28                    | 37                    | 4                     | 12                    | 7                     | 18                    | 25                    | 46                    | 38                    | 23                    | 16                    | 32                    | 286                   |
| ----------------------- | --------------------- | --------------------- | --------------------- | --------------------- | --------------------- | --------------------- | --------------------- | --------------------- | --------------------- | --------------------- | --------------------- | --------------------- | --------------------- |
| Джерело: WRCC           |                       |                       |                       |                       |                       |                       |                       |                       |                       |                       |                       |                       |                       |

## Демографія
Згідно з переписом 2010 року, у переписній місцевості мешкали 24 особи в 0 домогосподарствах у складі 0 родин. Густота населення становила 0 осіб/км².  Було 0 помешкань (0/км²).
Расовий склад населення:
| - 95,8 % — білих - 4,2 % — чорних або афроамериканців |

До двох чи більше рас належало 0,0 %. Частка іспаномовних становила 12,5 % від усіх жителів.
За віковим діапазоном населення розподілялося таким чином: 0,0 % — особи молодші 18 років, 100,0 % — особи у віці 18—64 років, 0,0 % — особи у віці 65 років та старші. Медіана віку мешканця становила 29,0 року. На 100 осіб жіночої статі у переписній місцевості припадало 300,0 чоловіків;  на 100 жінок у віці від 18 років та старших — 300,0 чоловіків також старших 18 років.
Цивільне працевлаштоване населення становило 0 осіб. 